# Tempel (Band)
Tempel ist eine US-amerikanische Post-Metal-Band aus Phoenix. Die Band steht bei Prosthetic Records unter Vertrag und hat bislang zwei Studioalbum veröffentlicht.

## Geschichte
Die Band gründete sich im Jahre 2003 unter dem Namen Temple und bestand ursprünglich aus fünf Musikern. In den folgenden Jahren verließen drei Musiker die Band aufgrund mangelnder Motivation und unterschiedlichen musikalischen Interessen, so dass im Jahre 2006 nur noch der Schlagzeuger Rich Corle und der Gitarrist Ryan Wenzel übrig blieben. In den folgenden drei Jahren schrieben die beiden Musiker ihre ersten Lieder, die dann zwischen 2009 und 2012 aufgenommen wurden. Dabei kam der Band zugute, dass Ryan Wenzel in einem Tonstudio arbeitet und dieses kostenlos nutzen konnte, wenn keine andere Band vor Ort war.
Schließlich veröffentlichten Tempel im Jahre 2012 ihr Debütalbum On the Steps of the Temple, das zunächst über den Online-Musikdienst Bandcamp veröffentlicht wurde. Daraufhin wurden Prosthetic Records auf die Band aufmerksam, die die Schreibweise des Bandnamens im September 2013 in Tempel änderten. Die Musiker wollten Rechtsstreitigkeiten mit anderen Bands mit dem Namen Temple vermeiden. Im November 2013 wurden Tempel unter Vertrag genommen, die das Album am 21. Januar 2014 neu veröffentlichten. Gleichzeitig nimmt die Band erste Demos für ein zweites Album auf.

## Stil
Tempel spielen progressiven Post-Metal ohne Gesang. Laut Ryan Wenzel verfügt keiner der beiden Musiker über gesangliches Talent. Während des Songwritings für das Debütalbum spürten die Musiker auch kein Bedürfnis, mit Gesang zu arbeiten. Neben Post-Metal verarbeitet die Band auch Einflüsse des Black- und Doom Metal sowie Sludge. Die Musik von Tempel wurde mit Bands wie Omega Massif verglichen.

## Diskografie
- 2012: On the Steps of the Temple (Album)
- 2015: The Moon Lit Our Path (Album)